# Yodsanan Sor Nanthachai

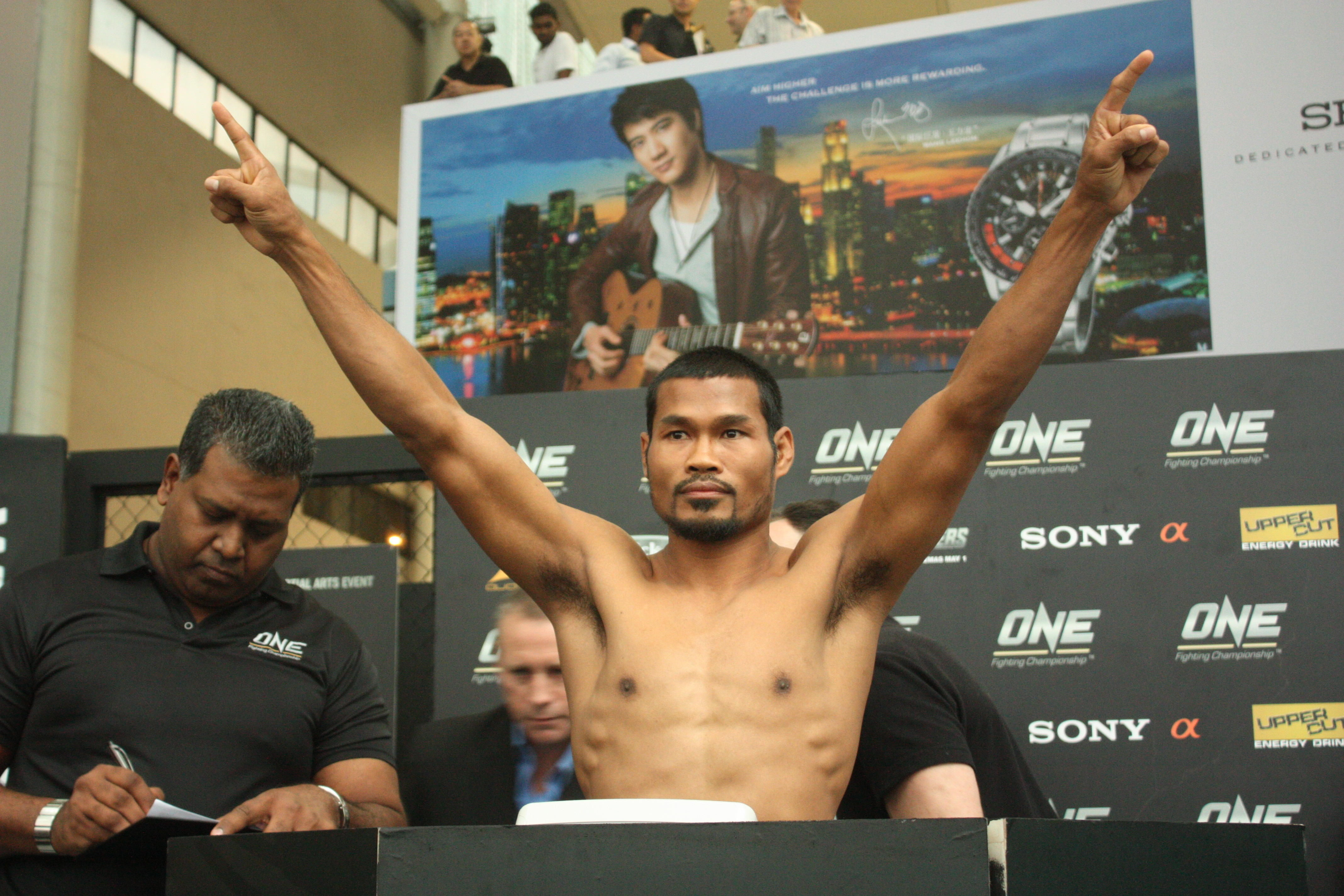
Yodsanan Sor Nanthachai

Yodsanan Sor Nanthachai (thailändisch ยอดสนั่น ส. นันทชัย, auch Yodsanan Sam Kei Baeteri (ยอดสนั่น 3เคแบตเตอรี่), Spitzname Chak (จักร); * 12. August 1974 in der Provinz Si Sa Ket, Thailand als Theera Phongwan (ธีระ พงษ์วัน – Thira Phongwan)) ist ein ehemaliger thailändischer Boxer im Superfedergewicht und Rechtsausleger.

## Profi
Er gewann seine ersten sechs Fights alle durch klassischen K. o. Ende Juni 1997 errang er den PABA-Gürtel und verteidigte diesen insgesamt 18 Mal. Am 3. April 2002 eroberte er den vakanten regulären WBA-Weltmeistertitel, als er Lakva Sim nach Punkten bezwang. Im Jahre 2009 beendete seine Karriere.